# Anny Felbermayer

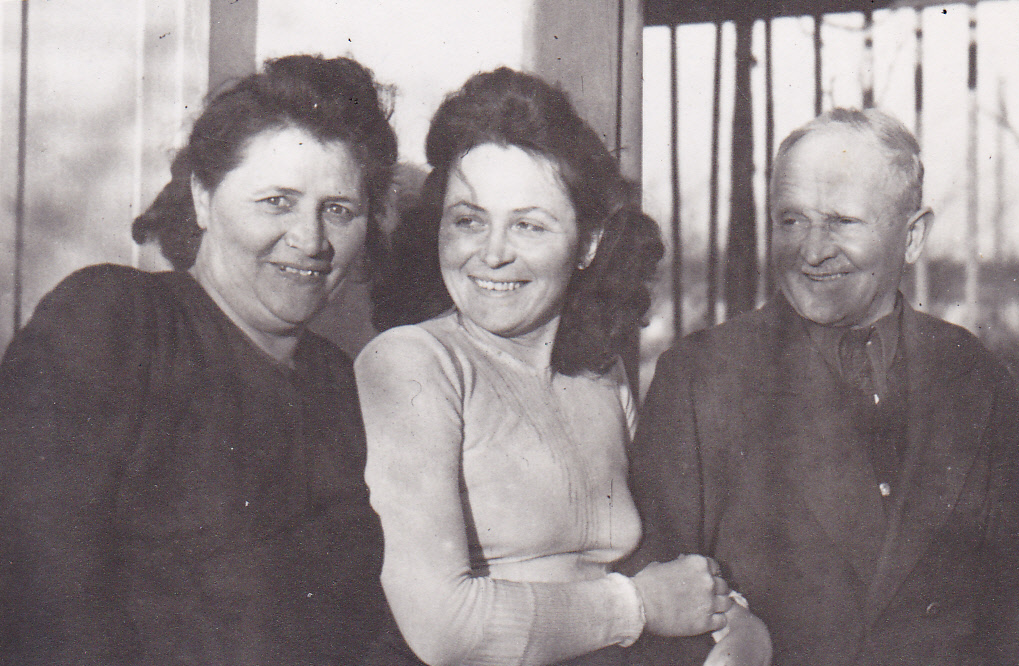
Anny Felbermayer mit ihren Eltern

Anny Felbermayer, eigentlich Anna Maria Felbermayer-Szekely, (* 21. Juli 1924 in Wien; † 5. September 2014 ebenda) war eine österreichische Lieder-, Oratorien- und Opernsängerin (lyrischer Sopran).

## Leben
Anny Felbermayer war das wohlbehütete Kind einer Wiener Handwerkerfamilie, mit frühen Aufenthalten in Ungarn, und absolvierte die Handelsschule. Klavier und Gesang studierte sie privat und an der Hochschule für Musik und Darstellende Kunst (E. Rado, P. Mark-Neusser und J. Witt) mit der Abschlussprüfung im Jahre 1949. Sie gewann den Cebotari-Preis in Wien und Gesangswettbewerbe in Genf und Verviers. Konzert- und Rundfunktätigkeiten in Wien, Deutschland und Italien folgten.
1950 debütierte sie als Magd in Martha an der Wiener Staatsoper, damals im Theater an der Wien. Sie war Ensemble-Mitglied der Staatsoper bis 1982, wo sie in 54 Partien in 979 Vorstellungen auftrat. Daneben gab es Engagements an der Mailänder Scala, der Brüsseler Oper, am Teatro Liceo Barcelona, dem Stadttheater Graz und den Salzburger Festspielen, ab 1952 fast jährlich.
Als Sängerin von Konzerten mit Liedern, Arien und Oratorien sind zu erwähnen: Kantaten von Johann Sebastian Bach und seine Matthäus-Passion, sämtliche Lieder von Wolfgang Amadeus Mozart und 1951 ein Konzert im großen Saal des Musikvereins, in dem sie Arien aus Mozarts Opern vortrug; weiters zu erwähnen sind von Joseph Haydn die Theresienmesse, Die Schöpfung, das Stabat Mater und 1952 ein Konzert im Konzerthaus, wo sie in Haydns Die sieben letzten Worte unseres Erlösers am Kreuze mitwirkte. Eine konzertante Aufführung von Ludwig van Beethovens Fidelio unter Herbert von Karajan fand 1953 in der Zürcher Tonhalle statt (Marcelline). Eine ihrer Schallplatten enthält Lieder von Johannes Brahms und Antonín Dvořáks Zigeunermelodien. Weitere Aufnahmen enthalten sechzehn Lieder von Richard Strauss sowie Gustav Mahlers Vier Frühe Lieder und Lieder aus letzter Zeit, sowohl mit Klavierbegleitung als auch mit dem Orchester der Wiener Staatsoper (1951). In Gustav Mahlers Auferstehungssymphonie sang Anny Felbermayer den Sopran-Part mit den Wiener Symphonikern unter der Leitung von F. C. Adler.
Von den vielen Opernaufführungen, an denen die Sängerin der Wiener Staatsoper mitwirkte, sollten besonders Le nozze di Figaro (Barbarina und Susanna), Aida (Priesterin), Madame Butterfly (Kate Pinkerton), Don Carlo (Stimme vom Himmel), Rigoletto (Giovanna), Jenůfa (Barena) und Opern von Richard Strauss hervorgehoben werden. In Mozarts Le Nozze di Figaro wirkte Anny Felbermayer sowohl unter Erich Kleiber als auch 1957 bei den Salzburger Festspielen unter Karl Böhm mit. Dort gab es 1956 auch eine Aufführung von Mozarts Idomeneo, bei der die Sängerin mitwirkte. 1950 gab es in Wien eine Aufführung von Luigi Cherubinis Les deux journées mit dem Niederösterreichischen Tonkünstlerorchester unter H. Täubler. In der Neuinszenierung der Wiener Staatsoper von Albert Lortzings Der Wildschütz (1960) trat die Sängerin als Nanette auf. Ihre Auftritte als Das Sandmännchen und Das Taumännchen in Engelbert Humperdincks Hänsel und Gretel bleiben in Erinnerung. In vielen Richard Strauss-Opern, wie Ariadne, Arabella, Intermezzo (Neuproduktion 1963 im Theater an der Wien), Elektra (Salzburger Festspiele 1957) und der Staatsopern-Premiere (1970) der Ägyptischen Helena wirkte die Sängerin mit. In der Uraufführung der Liebe der Danae (1952) bei den Salzburger Festspielen unter Clemens Krauss sang Anny Felbermayer die Xanthe. In einer konzertanten Aufführung von Wilhelm Kienzls Der Kuhreigen sang die Künstlerin Blanchefleur. In Kurt Weills Dreigroschenoper, mit Chor und Ensemble der Wiener Staatsoper, sang Anny Felbermayer die Lucy. In ihren Erinnerungen hebt die Künstlerin besonders die Neueinstudierung (1951) von Falstaff (Nanetta) unter Clemens Krauss, die Neueinstudierung (1952) von Arabella (Zdenka) und die Mitwirkung an den Salzburger Festspielen (1952 bis 1958), wie in der Uraufführung der Liebe der Danae (Xanthe) unter Clemens Krauss hervor. Auf weitere Partien an der Wiener Staatsoper, wie Pamina in der Zauberflöte, Susanna in Figaros Hochzeit, Zerline in Don Giovanni, Liu in Turandot, Marcelline in Fidelio, Ighino in Palestrina und Gretel in Hänsel und Gretel blickte sie zurück. Gastspiele als Marzelline in Fidelio unter Herbert von Karajan in Genf, Zürich und Basel waren ihr in besonderer Erinnerung. Auch an Gastspiele der Wiener Staatsoper in Paris, Brüssel, London und Wiesbaden dachte sie zurück.

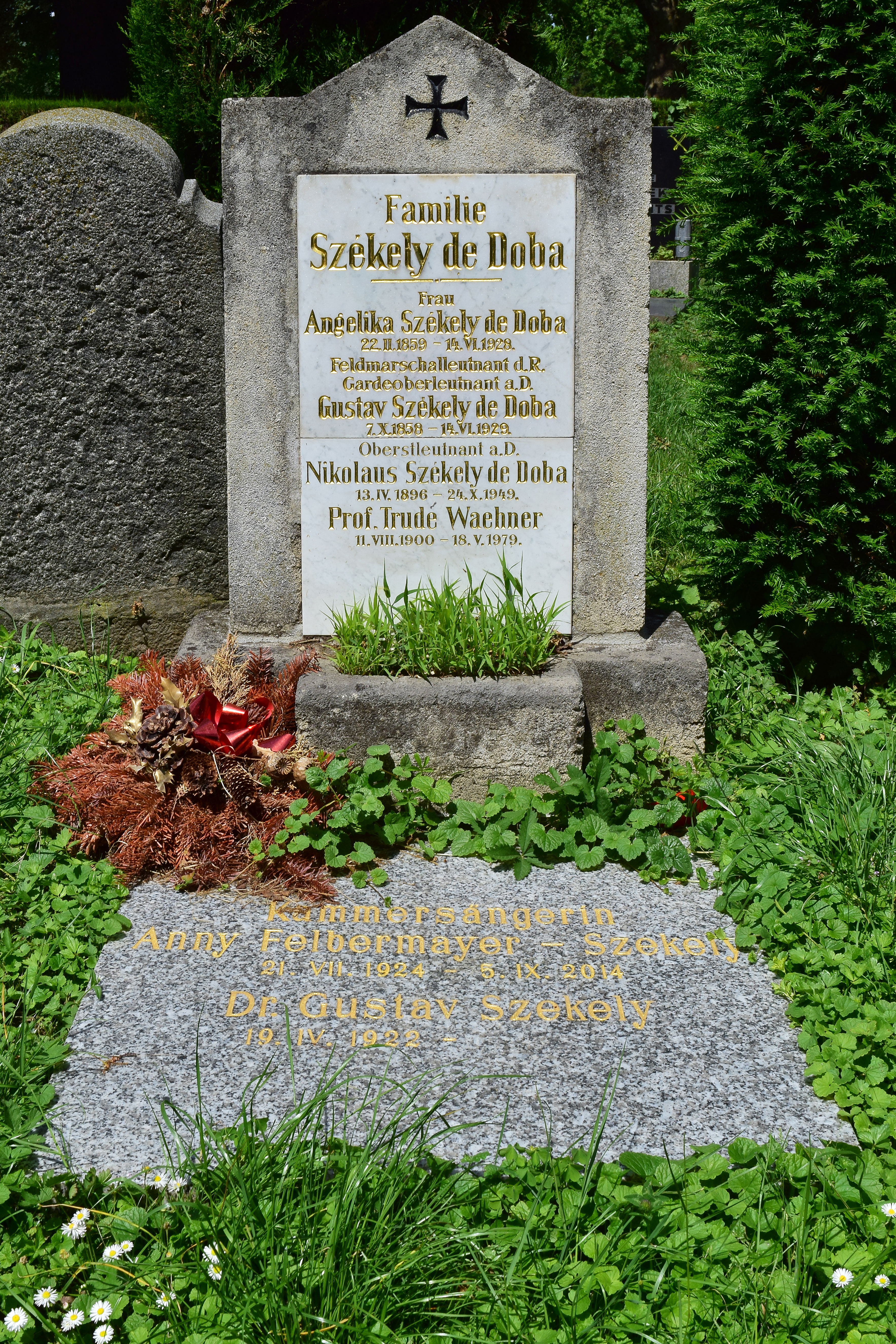
Felbermayers Grab am Friedhof der Feuerhalle Simmering

Anny Felbermayer wurde im Familiengrab auf dem Friedhof der Feuerhalle Simmering (Abt. 1, Ring 3, Gruppe 2, Nr. 46) bestattet, wo auch Trude Waehner ihre letzte Ruhe fand.

## Auszeichnungen
- 1969: Österreichisches Ehrenkreuz für Wissenschaft und Kunst, verliehen durch den Bundespräsidenten[4]
- 1975: Ehrenring des Verbands der Solisten der Staatsoper Wien
- 1983: Verleihung des Berufstitels „Kammersängerin“ durch den österreichischen Bundespräsidenten[2]

## Einspielungen (Auswahl)
- Johann Sebastian Bach: Weichet nur, betrübte Schatten, Hochzeitskantate BWV 202 (1952). Chor und Orchester der Bach Guild unter Felix Prohaska. Vanguard – auch auf YouTube.
- Wolfgang Amadeus Mozart: Sämtliche Lieder (1956). Eric Werba (Klavier). Amadeo.
- Joseph Haydn: Stabat Mater (1952). Kammerorchester der Wiener Symphoniker, Akademie Kammerchor, Hans Gillesberger. Vox.
- Antonín Dvořák: Zigeunermelodien Op. 55 und Johannes Brahms: Songs in Folk Style. Anny Felbermayer (Sopran), Viktor Graef (Klavier). Vanguard.
- Richard Strauss: Lieder. Anny Felbermayer (Sopran), Alfred Poell (Bariton), Viktor Graef (Klavier). Amadeo.
- Gustav Mahler: Frühe Gesänge und Lieder aus letzter Zeit. Anny Felbermayer (Sopran), Alfred Poell (Bass), Orchester der Wiener Staatsoper in der Volksoper unter Felix Prohaska. Amadeo.
- Engelbert Humperdinck: Hänsel und Gretel (London 1953). Philharmonia Orchestra und Englische Schulchöre unter Herbert von Karajan, Anny Felbermayer als Sandmännchen und Taumännchen. EMI.